# Joren
Joren is een vrij zeldzame Nederlandse jongensnaam. De naam vindt zijn oorsprong in Scandinavië, waar het de variant op de Engelse naam George is, wat landbouwer betekent. Binnen Nederland en België wordt ook wel gezegd dat de naam een afgeleide van Gregorius is. De op Joren lijkende naam Jorgen komt voor het eerst in de Lage Landen voor in het toneelstuk De Verheerlijckte Schoenlappers of de Gecroonde Leersse (1687) van Michiel de Swaen.

## De naam in Nederland
In 2006 werden in Nederland 10 jongens met de naam Joren geboren. De naam stond daarmee op plaats 1076 in de lijst van opgegeven voornamen. In 2007 kregen 13 jongens de naam Joren. De naam bereikte daarmee plaats 868 en in 2008 is de naam aan 5 jongens gegeven, waarmee het op plaats 1642 kwam te staan.

## De naam in België
In België waren er in 2010 1927 mannen of jongens die Joren heten. De naam kwam voor het eerst voor in 1966, maar pas vanaf 1980 werd hij meer gebruikt. Hij kende zijn hoogtepunt in 1992 met 134 geboortes, maar zakte naar 2010 weer af naar 50 nieuwe Jorens.

## Trivia
- In Nederland en België voorkomende jongensnamen die aan Joren gelinkt zijn, zijn: Joran, Joram, Jorn, Jorne en Jory.